# Destroyer (película)
Destroyer, es una película de acción y terror estadounidense de 1988, dirigida por Robert Kirk y protagonizada por Lyle Alzado como Iván Mozer, un asesino en serie que ha sido declarado culpable de violación, tortura, hurto, vandalismo y el asesinato de 23 personas, aunque, en su ejecución, son 24 personas como sus víctimas.

## Sinopsis
Robert Edwards es un director empeñado en filmar en una antigua prisión, en donde un prisionero, supuestamente ejecutado en la silla eléctrica, vuelve para "cepillarse" a todo el casting por los métodos más expeditivos.